# Nick Heath (cầu thủ bóng đá)
Nicholas Heath (sinh ngày 1 tháng 2 năm 1985) là một cầu thủ bóng đá người Anh thi đấu cho đội bóng Bolehall Swifts ở Midland Football Combination Premier Division, ở vị trí tiền vệ.

## Sự nghiệp thi đấu

### Kidderminster Harriers
Heath bắt đầu sự nghiệp chuyên nghiệp cùng với đội bóng Kidderminster Harriers của Football League Two, Nick chỉ có 1 lần ra sân, trong thất bại 2-0 trên sân khách trước Macclesfield Town.

### Bolehall Swifts
Heath gia nhập Swifts đầu mùa giải 2012-13 và trở thành đội trưởng. Trong mùa giải đầu tiên của anh, Swifts vào chung kết Coventry Charity Cup và thất bại 2-0 trướco Alvis Sporting. Tuy nhiên, trong mùa giải 2013-14 Heath nâng cao danh hiệu Birmingham Midweek Floodlit Cup sau khi Swifts đánh bại Southam Utd 9-2. Cuối mùa giải 2013-14 Heath có được 80 lần ra sân và 2 bàn thắng.